# Igor' Celoval'nikov
Igor' Vasil'evič Celoval'nikov (in russo Игорь Васильевич Целовальников?; Erevan, 2 gennaio 1944 – Charkiv, 1º marzo 1986) è stato un pistard sovietico.

## Palmarès

### Olimpiadi
- 1 medaglia:
  - 1 oro (Monaco di Baviera 1972 nel tandem)